# Leitir Móir
Leitir Móir (en anglès Lettermore) és un llogaret d'Irlanda, a la Gaeltacht del comtat de Galway, a la província de Connacht. També és el nom d'una illa, lligada a terra per una carretera. El nom en irlandès vol dir gran turó rugós (leitir vol dir "turó rugós"). La llengua més parlada a la zona és l'irlandès (gairebé el 90% de la població). La zona oriental és coneguda com a Leitir Móir mentre que la zona occidental és coneguda com a Leitir Calaidh (Lettercallow o "gran turó rugós per una zona pantanosa")